# Han Sang-ho
Han Sang-ho (kor. 한상호, ur. 1999) – południowokoreański zapaśnik walczący w stylu wolnym. Brązowy medalista mistrzostw Azji w 2024. Wicemistrz Azji juniorów w 2019 roku.